# Jasper (Nowy Jork)
Jasper – miasto w Stanach Zjednoczonych, w stanie Nowy Jork, w hrabstwie Steuben.